# Dniprorudne
Dniprorudne (em ucraniano:  Дніпрорудне; em russo:  Днепрорудное) é uma cidade da Ucrânia, situada no Oblast de Zaporíjia. Tem 7,784 km² de área e sua população em 2020 foi estimada em 18.231 habitantes.